# Flik 65
La Fliegerkompanie 65D o Divisions-Kompanie 65 (abbreviata in Flik 65) era una delle squadriglie della Kaiserliche und Königliche Luftfahrtruppen.

## Storia

### Prima guerra mondiale
La squadriglia fu creata a Strasshof an der Nordbahn in Austria ed il 10 dicembre 1917 fu inviata al fronte italiano a Santa Giustina (Italia). Nell'estate del 1918, partecipò alla fallita offensiva della Battaglia del solstizio nella 6ª armata; poi ebbe la sua base nel campo di San Giacomo di Veglia. Dopo la battaglia fu ritirata a Cordenons dove al 15 ottobre era denominata Flik 65/S con 4 Hansa-Brandenburg C.I.
Dopo la guerra fu sciolta insieme all'intera aeronautica austriaca.